# Wilhelm V. (III.) von Bernsau
Wilhelm V. (III.) von Bernsau (* 1514; † 28. Februar 1581) war Herr zu Hardenberg, Bergischer Marschall und Amtmann zu Solingen.

## Leben
Bernsau war der Sohn des Ludwig von Bernsau (1480–1535), Herr zu Hardenberg, Anger und Bellinghoven, Amtmann von Porz, und der Agnes von Eyl.
Er heiratete 1542 Anna von Plettenberg, Witwe des Franz von Hompesch zu Bollheim und Tochter des Wilhelm von Plettenberg zu Schönrath und der Barbara Scheiffart von Merode zu Bornheim, die eine bedeutende Mitgift in die Ehe einbrachte. Wilhelm gelang es, sich in den Mitbesitz der ehedem von Schönrather Güter der von Plettenberg zu setzen und Haus Bollheim an sich zu ziehen. Diesen Besitz musste er allerdings nach mehreren Prozessen, die bis ans Reichskammergericht gingen, seinem Stiefsohn Franz von Hompesch einräumen und sich mit einer Abfindung von 4950 Goldgulden zufriedengeben.
1551 mit Hardenberg belehnt und Amtmann zu Solingen, Inhaber des Wildförsteramtes im Amte Angermund.
Vormund des Grafen Wirich VI. von Daun-Falkenstein. Als solcher 1563–1568 belehnt mit der Hofe zu Biege.

## Kinder
- Reinhard (vorehelich) ⚭ Christina vom Scheidt

- Wilhelm (1543–1595) ⚭ 1. Magdalena von Daun, 2. Margaretha Elisabeth von der Heese
- Margaretha († 1598) ⚭ Adolf von Efferen
- Heinrich
- Barbara
- Maria

- Heinrich (nachehelich) (1550–1615) ⚭ Anna Vette Saurenhaus
- Wilhelm (nachehelich)

## Vorfahren
| Ahnentafel des Wilhelm V. (III.) von Bernsau | Ahnentafel des Wilhelm V. (III.) von Bernsau | Ahnentafel des Wilhelm V. (III.) von Bernsau | Ahnentafel des Wilhelm V. (III.) von Bernsau | Ahnentafel des Wilhelm V. (III.) von Bernsau | Ahnentafel des Wilhelm V. (III.) von Bernsau | Ahnentafel des Wilhelm V. (III.) von Bernsau | Ahnentafel des Wilhelm V. (III.) von Bernsau | Ahnentafel des Wilhelm V. (III.) von Bernsau |
| -------------------------------------------- | --- | --- | --- | --- | --- | --- | --- | --- |
| 6. Generation                                | Emmerich von Bernsau (1285/90–nach 1363) Herr auf Großbernsau, Vogt von Siegburg | Emmerich von Bernsau (1285/90–nach 1363) Herr auf Großbernsau, Vogt von Siegburg | Johann von Nesselrode Herr zu Nesselrode ⚭ Nesa zum Steyne Erbin zu Stein | Adolf III. von Grafschaft († 1381) ⚭ Jutta von Sayn Nachfahrin Karls des Großen deren Familie sich ab 1361 Sayn-Wittgenstein nannte | | | Johann von Nesselrode ⚭ Nesa zum Steyne | Adolf III. von Grafschaft ⚭ Jutta von Sayn |
| Urururgroßeltern                             | Gerhard von Bernsau (1320/25–1382) | Gerhard von Bernsau (1320/25–1382) | Wilhelm von Nesselrode († 1411/1415) Herr zu Ehreshoven, Mitherr zu Stein ⚭ Jutta von Grafschaft († 1419) Nachfahrin Karls des Großen Erbin zu Ehreshoven | Wilhelm von Nesselrode († 1411/1415) Herr zu Ehreshoven, Mitherr zu Stein ⚭ Jutta von Grafschaft († 1419) Nachfahrin Karls des Großen Erbin zu Ehreshoven | | | Wilhelm von Nesselrode ⚭ Jutta von Grafschaft | Wilhelm von Nesselrode ⚭ Jutta von Grafschaft |
| Ururgroßeltern                               | Wilhelm I. von Bernsau (1360/70–nach 1419) ⚭ Swana von Landsberg | Wilhelm I. von Bernsau (1360/70–nach 1419) ⚭ Swana von Landsberg | Wilhelm von Nesselrode († 1474) Herr zu Stein und Ereshoven, Amtmann zu Windeck, Landdrost von Berg ⚭ 1419 Swenolt von Landsberg († 1440) Zugleich Vorfahren aller heutigen Europäischen Königshäuser                                                                                   | Wilhelm von Nesselrode († 1474) Herr zu Stein und Ereshoven, Amtmann zu Windeck, Landdrost von Berg ⚭ 1419 Swenolt von Landsberg († 1440) Zugleich Vorfahren aller heutigen Europäischen Königshäuser                                                                                   | Bertram (Albert) I. von Gevertshain gt. Lützenrode ⚭ Agnes von Stryffen (Streiffen) | Bertram (Albert) I. von Gevertshain gt. Lützenrode ⚭ Agnes von Stryffen (Streiffen) | Wilhelm von Nesselrode ⚭ Swenolt von Landsberg | Wilhelm von Nesselrode ⚭ Swenolt von Landsberg |
| Urgroßeltern                                 | Wilhelm II. von Bernsau (1410/20–1489) 1444 Teilnehmer der Hubertusschlacht bei Linnich, Ritter des Hubertusordens, Amtmann zu Porz und Steinbach ⚭ ca. 1450 N.N. von Nesselrode | Wilhelm II. von Bernsau (1410/20–1489) 1444 Teilnehmer der Hubertusschlacht bei Linnich, Ritter des Hubertusordens, Amtmann zu Porz und Steinbach ⚭ ca. 1450 N.N. von Nesselrode | Wilhelm II. von Bernsau (1410/20–1489) 1444 Teilnehmer der Hubertusschlacht bei Linnich, Ritter des Hubertusordens, Amtmann zu Porz und Steinbach ⚭ ca. 1450 N.N. von Nesselrode | Wilhelm II. von Bernsau (1410/20–1489) 1444 Teilnehmer der Hubertusschlacht bei Linnich, Ritter des Hubertusordens, Amtmann zu Porz und Steinbach ⚭ ca. 1450 N.N. von Nesselrode | Bertram II. von Gevertshain gt. Lützenrode ⚭ Swana von Nesselrode | Bertram II. von Gevertshain gt. Lützenrode ⚭ Swana von Nesselrode | Bertram II. von Gevertshain gt. Lützenrode ⚭ Swana von Nesselrode | Bertram II. von Gevertshain gt. Lützenrode ⚭ Swana von Nesselrode |
| Großeltern                                   | Wilhelm III. (I.) von Bernsau (ca. 1450–1494/97) Herr zu Großbernsau, Amtmann zu Porz und Steinbach ⚭ 1470/75 Margaretha von Gevertshain gt. Lützenrode brachte ihren Kindern das Erbe ihres Bruders Bertram III. von Gevertshain, der wiederum Erbe des Wilhelm II. von Nesselrode war | Wilhelm III. (I.) von Bernsau (ca. 1450–1494/97) Herr zu Großbernsau, Amtmann zu Porz und Steinbach ⚭ 1470/75 Margaretha von Gevertshain gt. Lützenrode brachte ihren Kindern das Erbe ihres Bruders Bertram III. von Gevertshain, der wiederum Erbe des Wilhelm II. von Nesselrode war | Wilhelm III. (I.) von Bernsau (ca. 1450–1494/97) Herr zu Großbernsau, Amtmann zu Porz und Steinbach ⚭ 1470/75 Margaretha von Gevertshain gt. Lützenrode brachte ihren Kindern das Erbe ihres Bruders Bertram III. von Gevertshain, der wiederum Erbe des Wilhelm II. von Nesselrode war | Wilhelm III. (I.) von Bernsau (ca. 1450–1494/97) Herr zu Großbernsau, Amtmann zu Porz und Steinbach ⚭ 1470/75 Margaretha von Gevertshain gt. Lützenrode brachte ihren Kindern das Erbe ihres Bruders Bertram III. von Gevertshain, der wiederum Erbe des Wilhelm II. von Nesselrode war | Wilhelm III. (I.) von Bernsau (ca. 1450–1494/97) Herr zu Großbernsau, Amtmann zu Porz und Steinbach ⚭ 1470/75 Margaretha von Gevertshain gt. Lützenrode brachte ihren Kindern das Erbe ihres Bruders Bertram III. von Gevertshain, der wiederum Erbe des Wilhelm II. von Nesselrode war | Wilhelm III. (I.) von Bernsau (ca. 1450–1494/97) Herr zu Großbernsau, Amtmann zu Porz und Steinbach ⚭ 1470/75 Margaretha von Gevertshain gt. Lützenrode brachte ihren Kindern das Erbe ihres Bruders Bertram III. von Gevertshain, der wiederum Erbe des Wilhelm II. von Nesselrode war | Wilhelm III. (I.) von Bernsau (ca. 1450–1494/97) Herr zu Großbernsau, Amtmann zu Porz und Steinbach ⚭ 1470/75 Margaretha von Gevertshain gt. Lützenrode brachte ihren Kindern das Erbe ihres Bruders Bertram III. von Gevertshain, der wiederum Erbe des Wilhelm II. von Nesselrode war | Wilhelm III. (I.) von Bernsau (ca. 1450–1494/97) Herr zu Großbernsau, Amtmann zu Porz und Steinbach ⚭ 1470/75 Margaretha von Gevertshain gt. Lützenrode brachte ihren Kindern das Erbe ihres Bruders Bertram III. von Gevertshain, der wiederum Erbe des Wilhelm II. von Nesselrode war |
| Eltern                                       | Ludwig von Bernsau († 1537) Herr zu Bellinghoven und Hardenberg, Amtmann zu Porz ⚭ 1513 Agnes von Eyl zu Heideck | Ludwig von Bernsau († 1537) Herr zu Bellinghoven und Hardenberg, Amtmann zu Porz ⚭ 1513 Agnes von Eyl zu Heideck | Ludwig von Bernsau († 1537) Herr zu Bellinghoven und Hardenberg, Amtmann zu Porz ⚭ 1513 Agnes von Eyl zu Heideck | Ludwig von Bernsau († 1537) Herr zu Bellinghoven und Hardenberg, Amtmann zu Porz ⚭ 1513 Agnes von Eyl zu Heideck | Ludwig von Bernsau († 1537) Herr zu Bellinghoven und Hardenberg, Amtmann zu Porz ⚭ 1513 Agnes von Eyl zu Heideck | Ludwig von Bernsau († 1537) Herr zu Bellinghoven und Hardenberg, Amtmann zu Porz ⚭ 1513 Agnes von Eyl zu Heideck | Ludwig von Bernsau († 1537) Herr zu Bellinghoven und Hardenberg, Amtmann zu Porz ⚭ 1513 Agnes von Eyl zu Heideck | Ludwig von Bernsau († 1537) Herr zu Bellinghoven und Hardenberg, Amtmann zu Porz ⚭ 1513 Agnes von Eyl zu Heideck |
| Wilhelm V. (III.) von Bernsau (1514–1581)    | | | | | | | | |